# Aléxandros
La trilogia di Aléxandros è una delle opere più famose di Valerio Massimo Manfredi.
In questa raccolta di tre libri - Il figlio del sogno (fanciullezza), Le sabbie di Amon (esplorazione), Il confine del mondo (fine e morte) - viene esposta la vita di Alessandro di Macedonia, poi ribattezzato Alessandro Magno, che riesce ad affermare la sua regione in quasi tutto il mondo conosciuto. I suoi domini sfiorano i confini dell'India e dell'Egitto e presto l'uomo diventa leggenda per il suo stesso esercito. Morto prematuramente a Babilonia, Alessandro lascia in patrimonio ai posteri decine di città e un intrigo di culture.  Nel 2005 Valerio Massimo Manfredi ha pubblicato una nuova stesura della trilogia, ridotta in un unico volume e destinata ad un pubblico adolescente, intitolata Il romanzo di Alessandro.  

## Contenuto
La vita del grande condottiero macedone viene esposta in via romanzata, lasciando però spazio a leggende e narrazioni tratte da autori (storici prevalentemente) esistiti al tempo o poco dopo. Il primo libro della trilogia tratta della stupefacente nascita del "divino" Alessandro, contornata dai presagi e dai sogni di sua madre e da miti che già prima della nascita lo presentavano come un dio.
La fanciullezza di Alessandro è riempita dallo studio, dal gioco e dalla disciplina fin quando il padre Filippo non decide di permettergli di formarsi una cultura salda e completa sotto la tutela del grande Aristotele che sarà il suo mentore per qualche anno. Sarà proprio il filosofo ad inculcare in lui una parte della sua idea politica, che poi in futuro condizionerà il suo essere e le sue scelte. Ciò che principalmente Alessandro desiderava era conquistare più di quanto avesse fatto il padre, più di quanto chiunque avesse fatto, anche sulla scia degli insegnamenti che grandi eroi quali Achille avevano tramandato.
L'onore il valore che più di tutti lo caratterizzava, e un carattere forte e deciso, seppure irrequieto e talvolta difficile. Si diceva che Alessandro fosse nato con un occhio azzurro ed uno nero, e che questo rappresentasse effettivamente quel distacco fra le sue due anime, una dedita al sapere ed alla conoscenza, l'altra nera come la sua ira incontrollabile. Il secondo libro tratta dei suoi viaggi, lunghi e talvolta difficili nelle terre allora conosciute, e fin dove l'uomo non aveva ancora osato recarsi, la conquista di grandi città commerciali che non volevano sottomettersi alle sue leggi e alla sua cultura ma che poi dovettero pentirsene affrontando il grande esercito di Alessandro. Conobbe diverse donne nella sua vita di cui si innamorò ma, il caso vuole, che nessuna riuscì a dargli un figlio se non quella che forse fu la meno importante per lui.
Conquistò tutto ciò che calpestava, fondò Alessandria d'Egitto, affrontò pericoli e peripezie, congiure contro la sua persona, ferite di guerra che lo portarono quasi alla morte, e alla fine scomparve, giovanissimo, stroncato da una febbre nel 323. Appare chiaro nel romanzo quanto fosse importante per lui il valore dell'amicizia, quanto egli amasse i suoi compagni e quanto fosse ricambiato di tale amore e si può dire che forse senza di loro non sarebbe stato così grande, perché in cuor suo era consapevole di poter affidare la sua vita nelle loro mani senza indugio. Alla sua morte però quel gruppo di compagni si sciolse e i grandi amici di Alessandro si fecero guerra per l'eredità e divisero per sempre l'impero che il più grande condottiero di tutti i tempi era riuscito a creare.

## Edizioni
Volume unico
- Valerio Massimo Manfredi, Aléxandros, Super Miti, Mondadori, 8 giugno 1999,  p. 888, ISBN 978-88-04-46897-4.
- Valerio Massimo Manfredi, Aléxandros, Best Sellers, Mondadori, 2014,  p. 967, ISBN 978-88-04-60420-4.
- Valerio Massimo Manfredi, Aléxandros, Oscar Absolute, Mondadori, 18 maggio 2016,  p. 967, ISBN 978-88-04-66690-5.
- Valerio Massimo Manfredi, Aléxandros, Mondadori, 30 maggio 2017,  p. 936, ISBN 978-88-04-66950-0.
- Valerio Massimo Manfredi, Aléxandros, edizione illustrata, Mondadori, 4 ottobre 2022,  p. 936, ISBN 978-88-04-74527-3.